# Liriomyza venturensis
Liriomyza venturensis este o specie de muște din genul Liriomyza, familia Agromyzidae, descrisă de Spencer în anul 1981.
Este endemică în California. Conform Catalogue of Life specia Liriomyza venturensis nu are subspecii cunoscute.